# Andrij Hovorov
Andrij Andrijovyč Hovorov (in ucraino Андрій Андрійович Говоров?; Sebastopoli, 10 aprile 1992) è un nuotatore ucraino.

## Biografia
La sua famiglia è divisa tra la Russia, dove vive suo padre, e l'Ucraina, dove vivono la madre e la moglie. Studia scienze politiche ed ha espresso il desiderio di intraprendere una carriera politica al termine di quella sportiva. Dal 2011 si allena Caserta in Italia con l'allenatore Andrea Di Nino. Dal giorno dello scoppio del conflitto tra l'Ucraina e le forze filorusse, ad ogni gara espone la bandiera ucraina con la scritta Peace (Pace).

### Carriera
Si è messo in mostra ai Giochi olimpici giovanili di Singapore 2010, dove ha guadagnato la medaglia d'oro nei 50 m stile libero e nei 50 m farfalla.
Alle Universiadi di Kazan' 2013 ha raccolto l'oro nei 50 m farfalla e il bronzo nei 50 m stile libero.
Ha rappresentato l'Ucraina ai Giochi olimpici estivi di Londra 2012 in cui è stato eliminato in semifinale nei 50 stile libero, con il quattordicesimo tempo.
All'Olimpiade di Rio de Janeiro 2016 si è classificato quinto nella finale dei 50 stile libero. Nella semifinale ha realizzato il record nazionale con il tempo 21"46.
Ai mondiali di Berlino 2017 si è aggiudicato la medaglia di bronzo nei 50 metri farfalla, terminando la gara alle spalle del britannico Benjamin Proud e del brasiliano Nicholas Santos.
A luglio del 2018 al trofeo Settecolli di Roma riscrive il record mondiale nei 50 farfalla con 22"27.
Nel 2020 prende parte alla seconda stagione dell'International Swimming League nella squadra canadese dei Toronto Titans.

## Palmarès
- Mondiali

Budapest 2017: bronzo nei 50m farfalla.
- Mondiali in vasca corta

Dubai 2010: argento nei 50m farfalla.
Doha 2014: bronzo nei 50m farfalla.
- Europei

Debrecen 2012: bronzo nei 50m sl.
Berlino 2014: bronzo nei 50m farfalla.
Londra 2016: oro nei 50m farfalla e argento nei 50m sl.
Glasgow 2018: oro nei 50m farfalla.
Budapest 2020: argento nei 50m farfalla.
- Europei in vasca corta

Eindhoven 2010: argento nei 50m farfalla e bronzo nei 50m sl.
Stettino 2011: oro nei 50m farfalla.
Chartres 2012: bronzo nei 50m farfalla.
Herning 2013: oro nei 50m farfalla e bronzo nei 50m sl.
Netanya 2015: oro nei 50m farfalla.
Copenaghen 2017: argento nei 50m farfalla.
- Universiadi

Kazan 2013: oro nei 50m farfalla e bronzo nei 50m sl.
Taipei 2017: oro nei 50m farfalla.
- Giochi olimpici giovanili

Singapore 2010: oro nei 50m sl e nei 50m farfalla.
- Europei giovanili

Praga 2009: oro nei 50m farfalla.
Helsinki 2010: oro nei 50m sl e nei 50m farfalla.

## Primati personali
I suoi primati personali in vasca da 50 metri sono:
- 50 m stile libero: 21"46 (Rio, 2016)
- 50 m farfalla: 22"27 (Roma, 2018)